# جمعه صورتی
جمعه صورتی (به انگلیسی: Pink Friday) نام اولین آلبوم استودیویی خواننده آمریکایی - ترینیدادی ، نیکی میناژ است که در ۱۹ نوامبر ۲۰۱۰ منتشر شد. ترانه های این آلبوم بیشتر دارای سبک های آر اند بی ، هیپ هاپ و پاپ می باشند. آهنگ‌های معروف این آلبوم ، سوپر بیس و پرواز کن هستند که رتبه های بالایی در ۱۰۰ آهنگ داغ بیلبورد بدست آوردند.
این آلبوم برترین آلبوم هنرمند رپر زن در تمام زمان ها از سوی بیلبورد اعلام شد. 
فروش جهانی بالغ بر ۵ میلیون دارد و همچنین ۳ گواهی پلاتینوم برای فروش بیش از ۳ میلیون نسخه در امریکا دارد